# Jang Ki-yong
Pour les articles homonymes, voir Jang.
 (novembre 2023).
Si vous disposez d'ouvrages ou d'articles de référence ou si vous connaissez des sites web de qualité traitant du thème abordé ici, merci de compléter l'article en donnant les références utiles à sa vérifiabilité et en les liant à la section « Notes et références ».
Jang Ki-yong (장기용)  est un acteur et mannequin sud-coréen  né le 7 Août 1992 à Ulsan en Corée du Sud.
Il commence sa carrière d'acteur en 2014 avec le drama The Greatest Marriage après avoir fait une apparition éphémère dans un autre drama (It's Okay That's Love).
Il a joué l'un des deux protagonistes dans le web drama coréen The Boy Next Door,, aux côtés de l'acteur Choi Woo Shik en 2018.

## Filmographie
| FILMS | FILMS                        | FILMS       | FILMS          |
| ----- | ---------------------------- | ----------- | -------------- |
| Année | Titre                        | Rôle        | info supp      |
| 2021  | Sweet & Sour                 | Jang Hyeok  | rôle principal |
| 2019  | The Bad Guys: Reign of Chaos | Go Yu Seong |                |

| SERIES TELE | SERIES TELE                                                       | SERIES TELE                            | SERIES TELE            |
| ----------- | ----------------------------------------------------------------- | -------------------------------------- | ---------------------- |
| Année       | Titre                                                             | Rôle                                   | Info supp              |
| 2021        | Now we are breaking up                                            | Yun Jae Guk                            | rôle principal         |
| 2021        | My roomate is a gumiho                                            | Sin Wu Yeo                             | rôle principal         |
| 2021        | Hello, me !                                                       |                                        | Un policier (ep 1)     |
| 2020        | Born again                                                        | Gong Ji Cheol (1980) + Cheon Jong Beom | rôle principal         |
| 2019        | WWW : search                                                      | Park Mo Geon                           | rôle principal         |
| 2019        | Kill it                                                           | Kim Su Hyeon                           | rôle principal         |
| 2019        | Touch Your Heart                                                  |                                        | Un acteur connu (ep 1) |
| 2018        | Come and Hug Me                                                   | Chae Do Jin / Yun Na Mu                | Rôle principal         |
| 2018        | My Mister                                                         | Lee Gwang Il                           | rôle secondaire        |
| 2017        | Go back couple                                                    | Jung Nam-gil                           | rôle secondaire        |
| 2017        | The boy next door                                                 | Seong Gi Jae                           | rôle principal         |
| 2017        | The Liar and His Lover                                            | Ji In Ho                               | rôle secondaire        |
| 2016        | Love for a Thousand More                                          | Jason                                  | rôle secondaire        |
| 2016        | Beautiful Mind                                                    | Nam Ho-young                           | rôle secondaire        |
| 2015        | We Broke Up                                                       | Seo Hyeon Wu                           | rôle principal         |
| 2015        | Beloved Eun Dong (ou This Is My Love)                             | Lee Suk-tae                            | rôle secondaire        |
| 2014        | Seonam Girls High School Investigators (ou Schoolgirl Detectives) | Ahn Chae-joon                          | rôle secondaire        |
| 2014        | Best Wedding (ou The Greatest Marriage)                           | Bae Deu Ro / Peter                     | rôle secondaire        |
| 2014        | Surplus princess (ou The Idle Mermaid)                            | Kim Yun Seong                          | rôle secondaire        |
| 2014        | It's Okay, It's Love (ou It's Okay, That's Love)                  | Sam                                    | invité                 |